# Mézières-sur-Ponthouin
Mézières-sur-Ponthouin ist eine französische Gemeinde mit 735 Einwohnern (Stand: 1. Januar 2022) im Département Sarthe in der Region Pays de la Loire. Sie liegt im Arrondissement Mamers und war bis 2015 Teil des Kantons Marolles-les-Braults und gehört seither zum Kanton Mamers. Die Einwohner werden Macériens genannt.

## Geographie
Mézières-sur-Ponthouin liegt etwa 20 Kilometer nordnordöstlich von Le Mans und wird umgeben von den Nachbargemeinden Dangeul im Norden und Nordwesten, Dissé-sous-Ballon im Norden, Saint-Aignan im Osten und Nordosten, Courcemont im Süden und Südosten, Ballon-Saint-Mars im Süden und Südwesten sowie Congé-sur-Orne im Westen.

### Einwohnerentwicklung
| 1962                      | 1968 | 1975 | 1982 | 1990 | 1999 | 2006 | 2013 |
| ------------------------- | ---- | ---- | ---- | ---- | ---- | ---- | ---- |
| 713                       | 861  | 690  | 631  | 598  | 576  | 672  | 681  |
| Quelle: Cassini und INSEE |      |      |      |      |      |      |      |

## Sehenswürdigkeiten
- Kirche Saint-Mamert in Ponthouin aus dem 11. Jahrhundert
- Kirche Notre-Dame in Mézières aus dem 11. Jahrhundert

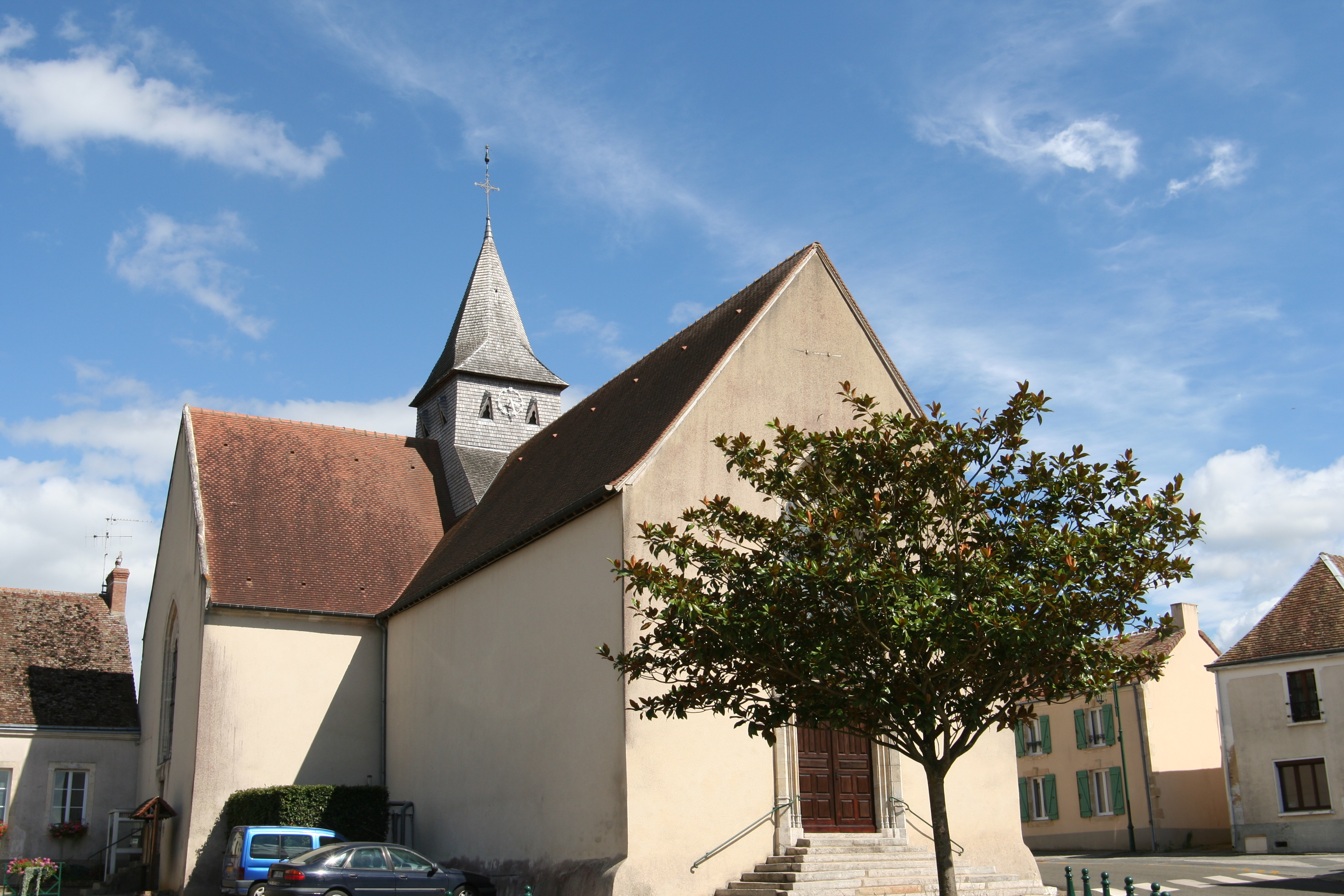
Kirche Notre-Dame

- Alte Mühle von Saint-Laumer